# Mirror (Album)
Mirror (dt.: Spiegel) ist das zweite Studioalbum der J-Rock-Band D’espairsRay. Die Veröffentlichung fand in Japan am 11. April 2007 und in Europa am 22. Juni des Jahres statt.

## Entstehung
Nach dem Release ihres ersten Albums Coll:set am 29. Juni 2005 begann ihre [Secret Coll:set] Tour ab dem 29. Juli in Japan. Weitere Konzerte in Japan und den USA folgten. So spielten sie am 26. Februar auf der MegaCon in Orlando, Florida. Die dabei entstandenen Aufnahmen wurden am 8. März 2006 als DVD The World Outside The Cage veröffentlicht. Die am 5. April veröffentlichte Single Kogoeru Yoru ni Saita Hana hatte zwei Liveauftritte aus Orlando (Forbidden oder Garnet) als Extra-CD beigefügt.
Im Sommer 2006 wechselten sie das Label von Sweet Child Records zu Sword Records. Ferner begann die Tour [LIQUIDIZE] -Yuugousuru Taion-, welche sie unter anderem am 3. und 5. August auf das Wacken Open Air nach Deutschland führte. Das Finale fand am 8. und 9. September im LIQUIDROOM im Ebisu-Distrikt in Tokio statt und wurde als Liquidize (Live Tour 06) am 20. Dezember 2006 als Live-DVD veröffentlicht, das LIQUIDIZE Fotoalbum der Tour wurde bereits am 15. Juli veröffentlicht und enthielt eine CD mit dem Lied Closer to Ideal.
Anfang 2007 begannen die Studioaufnahmen für Squall, welche am 14. März in die Läden kam. Die Inspiration zu diesem Lied erhielt Karyu durch einen Brief. Die Single war die erste, die es in einer limitierten und regulären Fassung zu kaufen gab, das Prinzip wurde bei späteren Veröffentlichungen beibehalten. Karyu wollte jedoch Lieder schreiben, die man auf Wacken oder ähnlichen Festivals spielen könnte. Die Wahl des Titelsongs für die März-Single fiel deshalb schwer, so wollte Karyu TRICKSTeR, die anderen Bandmitglieder entschieden sich jedoch für Squall. Karyu und Zero waren sich auch nicht sicher, ob MIRROR auf dem neuen Album enthalten sein sollte oder nicht. Der letzte Song des Albums sollte Anfang März aufgenommen werden, jedoch brachte Karyu drei Tage vorher noch Kaleidoscope dazu. Obwohl das Management sich dagegen wehrte, den Terminplan zu ändern, wurde der Song noch auf das Album gepackt, so dass die Aufnahmen mit einem Tag Verzögerung zu Ende gingen.
Am 11. April stand die Scheibe in einer limitierten und regulären Fassung in den Läden. Die Regular edition enthielt Fotokarten der Bandmitglieder, ein englisches Booklet und eine Extra-CD mit Musikvideos von TRICKSTeR und Squall; die Limited Edition enthielt ebenfalls Fotokarten, wurde aber im Digipack ausgeliefert. Die europäische Version enthält noch den Bonustrack Desert.

### Tour

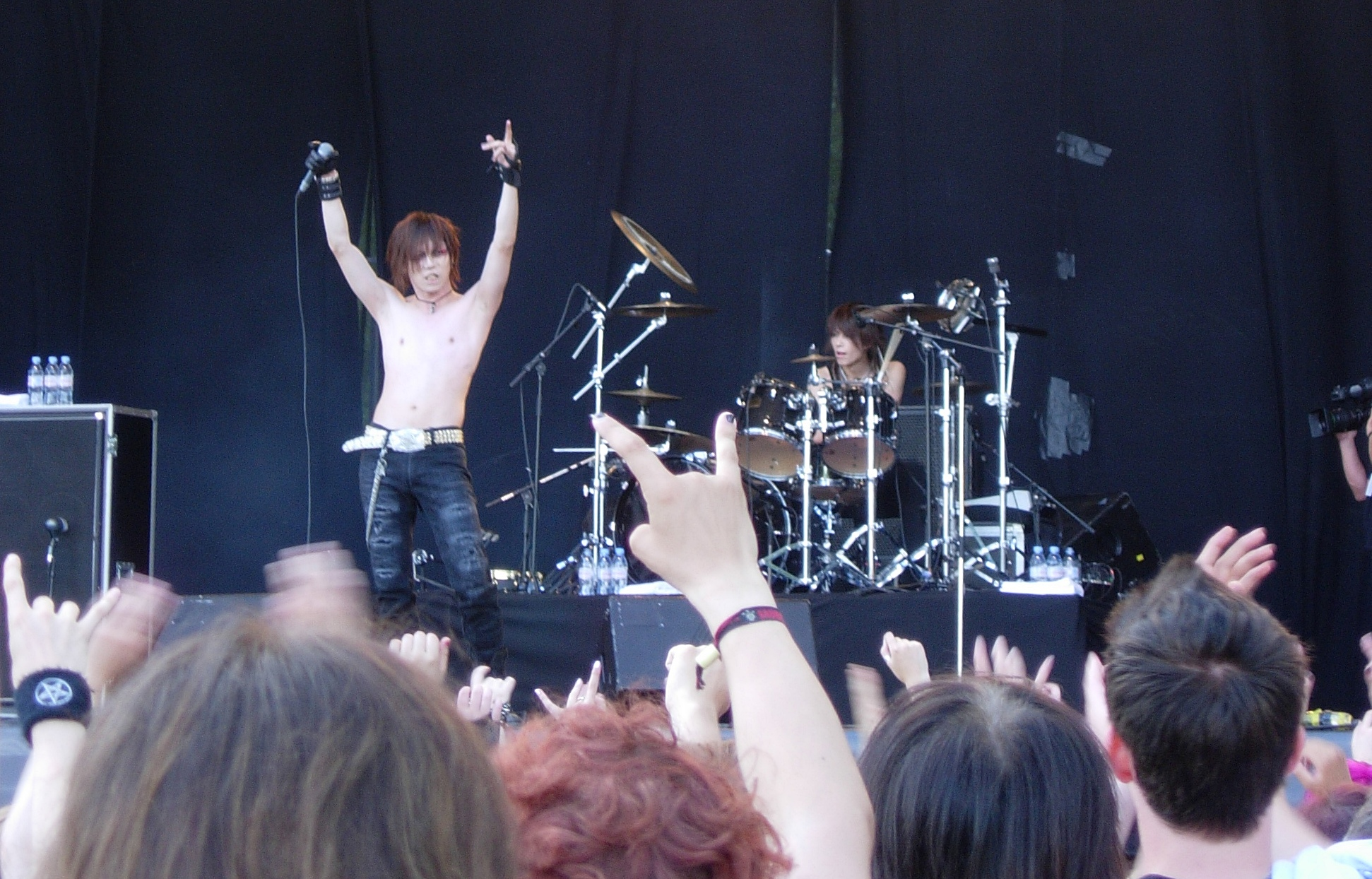
Hizumi auf der Ruisrock 2007

Am selben Tag startete die Spiral Staircase #15 Tour. Das erste Konzert war nur Fanclubmitgliedern vorbehalten. Der Tourplan bestand aus 15 Konzerten, das Letzte fand am 15. Mai im Shibuya-AX statt.
Es folgte die US-Tour, wo sie am 26. Mai auf dem J-Rock Revolution Festival auftraten. Ihre anschließende Europatour begann ab dem 29. Juni (am 22. wurde Mirror in Europa veröffentlicht) und führte nach Spanien, Schweden und Finnland. Dort traten sie auf zwei Festivals auf, am 1. Juli auf dem Tuska Open Air Metal Festival 2007 in Helsinki und am 7. Juli auf dem Ruisrock 2007 in Turku.
Am 5. September 2007 wurde die Spiral Staircase #15 Final Live-DVD in Japan veröffentlicht.

## Stil
Die Singles und auch das Album enthalten Elemente des Pop-Rock, was für D’espairsRay ein Novum war. Ihr erstens Album Coll:set war bereits melodiöser und harmonischer als die Singles und EPs welche zuvor veröffentlicht wurden, bewegte sich aber immer noch im Bereich des Industrial Metal und Alternative Metal. Diese Stilentwicklung setzte sich nun fort; führte aber innerhalb der Band zu Diskussionen wie weit sie damit gehen sollten, und wie melodischer ihre Lieder werden sollen.
Die A-Sides der Singles Kogoeru yoru ni saita hana und Squall sind eher dem Pop-Rock zuzuordnen, ebenso die B-Sides MAZE und die traurige Ballade SCREEN. Lediglich PIG und Desert sind härtere Lieder. Das Prinzip bei einer Single die A-Side „weicher“ zu komponieren wurde seit Kogoeru yoru ni saita hana bis heute beibehalten.
Das Album ist vielseitig aufgebaut. Neben Balladen wie SCREEN, Kaleidoscope und Squall sind auch Musikstücke vorhanden, die sich eher dem Alternative Metal zuordnen lassen, wie TRICKSTəR, Desert und der Titeltrack MIЯROR. Das Lied DAMNED kombiniert diese Elemente und bettet sie in eine düstere und beklemmende Atmosphäre, welche an Coll:set erinnert. Während Lost Scene eine dunkle Atmosphäre erzeugt, sind Hollow, Closer to ideal, SIXty∞NINe und Angeldust deutlich rockiger und eine Mischung aus Pop-Rockmusik und Metal. Wie bei Coll:set wurde von Sänger Hizumi auch gutturaler Gesang eingesetzt.
Das Lied SCREEN erfuhr eine Überarbeitung. War es auf der Single noch eine stille, ruhige und bedrückende Ballade, so ist die Album-Version eine melancholische, orchestrale Elegie voller Heavy Metal. Es ist das bisher ruhigste Stück Musik in ihrer Diskographie.
Die Lieder des Albums haben bis auf SCREEN und Squall einen sehr schnellen Rhythmus, dies ist laut Band unabsichtlich.

## Rezeption
Das Album erhielt gute Kritiken. So hätten D’espairsRay mit Mirror alles richtig gemacht und ihr erstes Album Coll:set gleich um ein, zwei Level überboten, womit kein einziger Fan nach den Vorabsingles hätte rechnen können.
Allmusic bezeichnet D’espairsRay als „Adaption von Rammstein für Japan“, besonders das Lied SIXty∞NINe könne dies nur schwer verbergen. Der Musikstil sei auch von Marilyn Manson und dem Europop beeinflusst. Der Kern ihres Stils seien jedoch harte, aber nicht aufdringliche Gitarrenriffs, schnelles aber nicht hysterisches Spiel und eine melodramatische Interpretation von Jim Morrisons Bariton. Dabei würden sie es schaffen, Härte und Pop miteinander zu verbinden, der Refrain von Hollow müsse allerdings verschwinden.
Das Album erreichte Platz 36 in den Oricon-Charts und ist damit bis heute das höchstplatzierte Album der Band.

## Titelliste
Titelliste CD:
1. DAMNED – 4:48  (Musik: Karyu / Text: Hizumi)
2. TRICKSTƏR – 4:17  (Musik: Karyu / Text: Hizumi)
3. MIЯROR – 4:10  (Musik: Karyu / Text: Hizumi)
4. SIXty∞NINe – 4:34  (Musik: Karyu / Text: Hizumi)
5. Kogoeru Yoru ni Saita Hana (凍える夜に咲いた花) – 5:07  (Musik: Karyu / Text: Hizumi)
6. SCREEN – 4:50  (Musik: Karyu & Tsukasa / Text: Hizumi)
7. Lost Scene – 4:28  (Musik: Tsukasa / Text: Hizumi)
8. Hollow – 4:11  (Musik: Karyu & Shinobu Narita / Text: Hizumi)
9. Closer to ideal – 6:02  (Musik: Karyu / Text: Karyu)[14]
10. Angeldust – 4:19  (Musik: Karyu / Text: Hizumi)
11. Squall – 4:56  (Musik: Karyu / Text: Hizumi)
12. Kaleidoscope – 4:53  (Musik: Karyu / Text: Hizumi)
13. Desert – 4:31  (nur europäische Version) (Musik: Karyu / Text: Hizumi)

Titelliste Extra-CD (nur in der Regular edition):
1. TRICKSTeR (PV)
2. Squall (PV)

## Singles

### Kogoeru yoru ni saita hana
Kogoeru yoru ni saita hana (dt.: Die Blume, die in der vereisten Nacht blühte) erschien am 5. April 2006 in japanischen Läden. Sie war nur als Maxi-Single erhältlich, mit speziellen Booklet und Extra-CD mit einem Liveauftritt in Florida im Februar 2006. Das Cover zeigt eine Blüte vor schwarzem Hintergrund, die Blüte ist blau wenn die extra-CD das Lied Forbidden enthält und orange bei Garnet.
Titelliste CD:
1. Kogoeru yoru ni saita hana 凍える夜に咲いた花 – 5:05  (Musik: Karyu / Text: Hizumi)
2. MAZE – 4:38  (Musik: Karyu / Text: Hizumi)
3. PIG – 4:32  (Musik: Karyu / Text: Hizumi)

Titelliste Extra-CD:
1. Garnet (live)

oder:
1. Forbidden (live)

### Squall
Die Single Squall wurde am 14. März 2007 in Japan veröffentlicht. Die Regular edition enthielt noch den Song SCREEN, die Limited edition eine DVD mit dem Musikvideo zu Squall.
Titelliste CD:
1. Squall – 4:55  (Musik: Karyu / Text: Hizumi)
2. DESERT – 4:32  (Musik: Karyu / Text: Hizumi)
3. SCREEN – 5:02  (nur reguläre Version) (Musik: Karyu / Text: Hizumi)

Titelliste DVD (nur in der Limited Version):
1. Squall (PV)